# Burg Liebenthann
Die Burg Liebenthann bei Obergünzburg im Landkreis Ostallgäu ist ein als Burgstall erhaltenes Bodendenkmal. Die aus dem Hochmittelalter stammende Burg, später das Schloss, war über viele Jahre Hauptburg des Fürststifts Kempten sowie Sitz der Vogtei Liebentann, die später in ein Pflegamt umstrukturiert wurde.
Das einstige Burgschloss galt als die mächtigste, sicherste und am besten bewaffneteste seiner Art im Allgäu.

## Geschichte

### Besitzerwechsel
Erste Erwähnungen für diese Burg kamen in den 1220ern hervor. Im Jahr 1245 wurde die Burg Besitztum der Brüder Konrad und Heinrich Wolfsattel mit Volkmar von Ronsberg. Diese Gruppierung waren womöglich die Nachfolger der Staufer. 1370 kam der Besitz der Burg an die Herzöge von Teck und wurde 1389 im Städtekrieg vom Herzog Stefan von Bayern erobert.
Die Herrschaft über die Burg wechselte erneut im Jahr 1439, als ein Beros von Rechberg sie übernahm und 1442 an Hans Stein zu Ronsberg veräußerte. Fünf Jahre später kaufte das Fürststift Kempten unter Pilgrim II. von Wernau die Burg und richtete sie als Sitz der Klostervogtei ein.

### Ausbau zur stiftkemptischen Hauptburg
Unter Fürstabt Johann von Wernau wurde die kleine Ministerialenburg im Jahr 1479 zur Hauptburg des Fürststifts ausgebaut. 1480 wurde die Burgkapelle eingeweiht, in der sich Heiligtümer und Wertgegenstände des Stiftes in den unruhigen Kriegsjahren befinden haben könnten. Der Nachfolger von Wernau, Johann Rudolf von Riedheim, rüstete die Burg mit Feuergeschützen auf.
Am 12. April 1496 besuchte der römisch-deutsche König Maximilian I. mit großem Gefolge die Burg auf einer seiner Jagdreisen.

### Unruhen und Kriege
Während eines Bauernaufstandes im Jahr 1491 diente die Burg als Zufluchtsquartier für den Fürstabt Johann Rudolf von Riedheim. 1525 suchte der Fürstabt Sebastian von Breitenstein Schutz innerhalb der Burgmauern im Bauernkrieg. Am 10. bzw. am 11. April 1525 übergab er die Burg nach einer kurzzeitigen Belagerung durch Bauern an diese. Sie gewährten ihm einen freien Abzug aus der Burg. Der Wert des geplünderten Materials der Burg wurde später auf 60.000 Gulden geschätzt. Unbekannte, wohl Bauern, zündeten die Burg daraufhin an. Sebastian von Breitenstein suchte danach den Schutz innerhalb der Mauern der Reichsstadt Kempten auf.
Nach der Entfernung der Schäden diente die Burg wieder als Wohnort der Fürstäbte. In dieser Zeit entstand die benachbarte Schloßmühle. 1564 floh Fürstabt Georg von Grafenegg vor der Pest in Kempten auf die Burg. 
Während des Dreißigjährigen Kriegs wurde die Burg im Jahr 1632 von den Schweden geplündert und im Februar 1633 vernichtet.

### Vogtei und Pflegeamt
Im Jahr 1642 hat der Fürstabt Roman Giel von Gielsberg die Vogtei Liebenthann auf und gründete ein Pflegeamt Liebenthann ein. Das Pflegeamt bestand aus den Ortschaften Obergünzburg, Untrasried, Freien, Immenthal, Sellthürn, Upratsberg und Thal. Nach der Wiedererrichtung der Burg diente sie Eberhard Schenk von Castell zu Beuren, dem Pfleger zu Liebenthan, als Wohnsitz und später dem Konvent, bis das monumentale Stiftsgebäude, die Fürstäbtliche Residenz zu Kempten, langsam bewohnbar wurde.
1688 zog der Pfleger aus der schlossartigen Burg in das Pflegerschloss Obergünzburg. 1713 wird Andreas Eberhard von Stuben zu Dauenberg als Pfleger genannt. 1728 wurde erwogen, das Schloss Liebenthann instand zu setzen, um es als Pflegeamtsitz zu verwenden.

### Säkularisation und Zerstörung
1802/03 wurde das Schloss als Besitz des Fürststifts in Beschlag genommen und 1804 vom bayerischen Königreich für 13.281 Gulden veräußert. 1807 wurde das nun ruinenhafte Schloss zum Abbruch stattgegeben. In dieser Zeit standen nur noch der Bauhof mit der Schlosskapelle unversehrt. 50 Jahre später wurde der Bauhof abgerissen und darauffolgend das Gelände als Hochwald aufgeforstet. Dieser verdeckt die Grundmauerreste im Boden. 1870 wurde als letztes Relikt der Burg die Kapelle abgebrochen.

### Gegenwart
Gegenwärtig ist es Ziel, die Burg näher durch archäologische Grabungen und anderer wissenschaftlicher Maßnahmen zu erforschen.
2011 wurden im Namen des Bayerischen Landesamtes für Bodendenkmalpflege Grabungen durchgeführt. Das Gelände wurde sondiert, verzeichnet und vermessen. Aus der Vogelperspektive wurde das Gelände digital eingelesen um einen Überblick über das Geländerelief zu erhalten. Durch weitere technische Mittel wurde das Gelände mehrfach und wiederholt einer Vermessung vollzogen. An elf Grabungsstellen wurde Rollsteinpflaster freigelegt.
Anhand dieser Informationen werden Rekonstruktionszeichnungen in grafischer Form umgesetzt.

## Beschreibung
Die Burg gliedert sich in drei Teile auf: Hauptburg, innere und äußere Vorburg.
Die Hauptburg stand auf dem äußeren Bergsporn. Abgetrennt war sie durch einen kräftigen Abschnittsgraben vom Hintergelände. Die dreiecksförmige Hauptburganlage war von einem Mauerring mit Ecktürmen umgeben. Die Lage der einstigen Kapelle wird durch einen Schutthügel markiert. Südlich hiervon ist der aus Sicherheitsgründen eingezäunte Brunnen. Dieser ist mit gesägten Tuffsteinen ausgekleidet und 27 Meter tief.
Die innere Vorburg ist mit einem weiteren Abschnittsgraben von der äußeren Vorburg getrennt. Dieser Graben ist im Mittelteil verfüllt und diente später als Keller eines Wohnhauses. Ein dort angeblich liegendes Gewölbe mit Tuffquadern im Boden, ergab eine Sage, nach der ein unterirdischer Gang zur Burg Ronsberg belegen haben soll. 
Einen erhabenen Raum nahm die äußere Vorburg ein. Vor ihr lag ein Halsgraben, der später verfüllt wurde. Zentrale Einheit des Bereichs war der Bauhof. Dieser bestand aus einem Wohngebäude und einem langen Schuppen mit drei Toren. Westlich hiervon war eine Stallung. Mittig war ein Brunnen. Weitere Wirtschaftsgebäude war eine Schmiede und andere Werkshäuser.
Als Baumaterial diente Tuffstein, Nagelfluh und Ziegel.